# Jesse Puts
Jesse Puts (ur. 1 sierpnia 1994 w Utrechcie) – holenderski pływak specjalizujący się w stylu dowolnym, mistrz świata na krótkim basenie (2016).

## Kariera pływacka
Na mistrzostwach Europy na krótkim basenie w Netanji w 2015 roku zdobył brązowy medal w sztafecie mieszanej 4 × 50 m stylem dowolnym. W konkurencji 50 m stylem dowolnym z czasem 21,49 był ósmy. 
Rok później, podczas mistrzostw świata na krótkim basenie w Windsorze zdobył dwa medale. Puts został mistrzem świata na dystansie 50 m kraulem, uzyskawszy w finale czas 21,10. Srebro wywalczył w sztafecie mieszanej 4 × 50 m stylem dowolnym. Płynął też w kraulowej sztafecie mężczyzn 4 × 50 m. Holendrzy zajęli w tej konkurencji piąte miejsce.